# リフカ島空港
リフカ島空港（リフカとうくうこう、英語: Lifuka Island Airport、(IATA: HPA, ICAO: NFTL)）は、トンガのリフカ島にある空港。別名、サーロテ・ピロレブ空港（Salote Pilolevu Airport）またはハアパイ空港（Haʻapai Airport）。リフカ島の主都・パンガイの北3kmに位置する。リアル・トンガが国内線を運航しており、ファアモツ国際空港やヴァヴァウ国際空港との間を結び、ファアモツまで約40分、ヴァヴァウまで約30分である。